# Wilfrid Montilas
Wilfrid Montilas (25 agosto 1971) è un allenatore di calcio ed ex calciatore haitiano, di ruolo centrocampista, tecnico del Tempête.

## Carriera

### Giocatore

#### Nazionale
Ha debuttato in Nazionale nel 1996. Ha partecipato, con la Nazionale, alla CONCACAF Gold Cup 2000 e alla CONCACAF Gold Cup 2002.

### Allenatore
Ha cominciato la propria carriera da allenatore nel 2015, alla guida della Nazionale Under-20 haitiana. Nel 2017 ha allenato il RC Haïtien. Nel 2018 ha firmato un contratto con l'Aigle Noir. Il 29 gennaio 2019 il Tempête ne ufficializza l'ingaggio.

## Palmarès

### Club

#### Competizioni nazionali
- Campionato haitiano di calcio: 2

Violette: 1999
Don Bosco: 2003